# جنگ داخلی نپال
جنگ داخلی نپال (نپالی: सशस्त्र द्वन्द्वकाल) منازعه مسلحانه‌ای در نپال بین دولت این کشور و حزب کمونیست نپال (مائویست) بود که از ۱۹۹۶ تا ۲۰۰۶ به طول انجامید و در نتیجه آن سلطنت نپال ساقط شد.
این جنگ از سوی حزب کمونیست با هدف براندازی سلطنت و تأسیس یک جمهوری خلق آغاز شد و با امضای توافق صلح در ۲۱ نوامبر ۲۰۰۶ به پایان رسید. در مجموع ۱۷ هزار نفر در جنگ داخلی نپال کشته شدند.